# 4547 Массачусетс
4547 Массачусетс (4547 Massachusetts) — астероїд головного поясу, відкритий 16 травня 1990 року.
Тіссеранів параметр щодо Юпітера — 3,335.